# Hudson Oaks, Texas
Hudson Oaks là một thành phố thuộc quận Parker, tiểu bang Texas, Hoa Kỳ. Năm 2010, dân số của xã này là 1662 người.

## Dân số
- Dân số năm 2000: 1637 người.
- Dân số năm 2010: 1662 người.